# Novi Brunswick
Novi Brunswick (angleško New Brunswick, francosko Nouveau-Brunswick) je kanadska provinca. Leži na vzhodu Kanade in je ena od treh tako imenovanih pomorskih provinc, saj jo z dveh strani obdaja morje: Zaliv svetega Lovrenca na severovzhodu in Zaliv Fundy na jugovzhodu. Meji na kanadski provinci Quebec in Novo Škotsko ter na jugozahodu na ameriško zvezno državo Maine.
Ime province izhaja iz angleškega in francoskega imena mesta Braunschweig v severni Nemčiji. Novi Brunswick je edina provinca kanade z dvema uradnima jezikoma: angleščino in francoščino. Večinski jezik je angleščina, 32 % prebivalstva pa pripada frankofonski manjšini.